# Tabanus cymatophorus
Tabanus cymatophorus är en tvåvingeart som beskrevs av Osten Sacken 1876. Tabanus cymatophorus ingår i släktet Tabanus och familjen bromsar. Inga underarter finns listade i Catalogue of Life.